# 吉爾鎮區 (北達科他州卡斯縣)
吉爾鎮區（英語：Gill Township）是位於美國北達科他州卡斯縣的一個鎮區。

## 地方資料
吉爾鎮區的面積為93.26平方千米，當中陸地面積為93.14平方千米，而水域面積為0.12平方千米。根據2020年美國人口普查的數據，當地共有人口107人，而人口密度為每平方千米1.15人。